# Даки (фільм)
«Даки» — кінофільм режисера Серджіу Ніколаеску в жанрі пеплум.

## Сюжет
Початок нашої ери — приблизно 87 рік. Рим розширює свої володіння. Держава даків, розташована на схилах гір уздовж Дунаю, — нова мета Імперії. Легіони римлян проти крихітної армії даків, готових померти за свою батьківщину і свободу, не прийнявши умов загарбників. Війна, яку імператор Доміціан приніс на землю царя Децебала, дорого обійдеться римлянам. Фортеця даків впала, але остання битва ще попереду.

## У ролях
- Амза Пелля — Децебал
- Марі-Жозе Нат — Меда
- Александру Нереску — Котізон
- Мірча Албулеску — Олупр
- Еміль Ботта — верховний жрець
- Джео Бартон — Аттій
- Жорж Маршаль — префект преторія Корнелій Фуск
- П'єр Бріс — Север
- Серджіу Ніколаеску — Марк
- Ніколае Секеряну — посланец Децебала